# Różki (Bartoszyce)
Różki (deutsch Rösken) war ein Ort in der polnischen Woiwodschaft Ermland-Masuren. Seine Ortsstelle gehört zum Gebiet der Gmina Bartoszyce (Landgemeinde Bartenstein) im Powiat Bartoszycki (Kreis Bartenstein (Ostpr.)).

## Geographische Lage
Die Ortsstelle Różkis liegt in der nördlichen Mitte der Woiwodschaft Ermland-Masuren, 20 Kilometer südlich der früheren und heute auf russischem Hoheitsgebiet gelegenen Kreisstadt Preußisch Eylau (russisch Bagrationowsk) bzw. elf Kilometer südwestlich der heutigen Kreismetropole Bartoszyce (deutsch Bartenstein).

## Geschichte
Das Gründungsjahr des seinerzeit Reisten genannten Gutsorts lag vor 1437. Seit den Jahren vor 1785 hieß er Rösken.
Der Gutsbezirk Rösken wurde 1874 in den neu errichteten Amtsbezirk Reddenau (polnisch Rodnowo) aufgenommen, der zum ostpreußischen Kreis Preußisch Eylau gehörte. Im Jahre 1910 zählte das Dorf 46 Einwohner.
Am 30. September 1928 verlor Rösken seine Eigenständigkeit und wurde in die Landgemeinde Reddenau eingegliedert.
Als 1945 in Kriegsfolge das gesamte südliche Ostpreußen an Polen fiel, erhielt Rösken die polnische Namensform „Różki“. Bald jedoch verliert sich die Spur des Ortes, er wird heute offiziell nicht mehr genannt und scheint in der Gemeinde Rodnowo aufgegangen zu sein. Seine kaum noch wahrnehmbare Ortsstelle liegt im Bereich der heutigen Gmina Bartoszyce (Landgemeinde Bartenstein) im Powiat Bartoszycki (Kreis Bartenstein (Ostpr.)).

## Religion

### Christentum
Bis 1945 war Rösken in die evangelische Kirche Reddenau (Rodnowo) in der Kirchenprovinz Ostpreußen der Kirche der Altpreußischen Union, außerdem in die römisch-katholische Kirche Bartenstein (Bartoszyce) im damaligen Bistum Ermland eingepfarrt.

## Verkehr
Die Ortsstelle von Różki liegt an einer Nebenstraße, die von der Straße Tolko–Rodnowo abzweigt und über Wyręba (Kraphausen) nach Kotowo (Katzen) führt. Eine Bahnanbindung besteht nicht.